# ابوحاتم رازی
ابوحاتِم احمد بن حَمدان رازی وَرسَنانی (زاده: پشاپویه ری - مرگ: ۳۲۲ ق) از مبلغان نیرومند و متکلمان زبان‌آور و محدّثان نامدار شیعه، که توانست نقش مهمی در شیعه شدن بخش وسیعی از مردم ری، گیلان، قزوین، طالقان، آذربایجان، اصفهان، همدان (و اساساً نواحی جبال یا عراق عجم)در اوائل قرن ۴ هـ ق ایفا کند. او بنا به عقیدهٔ متأخرین، در تبلیغ امامت دوازدهمین امام شیعه امامیه تلاش می‌کرد و بنا به عقیدهٔ فاطمیان، تبلیغ عبیدالله المهدی یا رجعت محمد بن اسماعیل بن جعفر را در ایران می‌نمود، و به قدری در این کار، قدرت داشت که توانست مرداویج (پادشاه مؤسس آل زیار) سنی مذهب را نیز با مناظراتی علمی در حضور وی، شیعه سازد؛ ولی پس از مدّتی علمای اهل سنت نزد مرداویج زیاری، سِعایتِ او را نموده و مرداویج را پشیمان ساختند و او را به دستگیری و قتل ابوحاتم رازی تحریک نمودند. ابوحاتم نیز چون زن و فرزندی نداشت و مجرد می‌زیست، به سرعت گریخت، امّا در میانهٔ راه بر اثر بیماری و ضعف و گرسنگی، در کوهستانهای آذربایجان درگذشت و حتی جسد او نیز به دست نیامد. امروزه قبری از این عالم شیعی موجود نیست.
در مورد وی دو نظریه وجود دارد:
نظریه اول: که از روی منابع موجود، اسماعیلیان او را از خود می‌دانستند که برای مأموریت به ایران اعزام شده بود. کسانی مانند حمیدالدین کرمانی او را از «سداد طریقه» شان می‌داند و وی را با دو تن از یارانش، ابویعقوب سجستانی و محمد بن احمد نَسَفی، از اساطین دعوت اسماعیلی شمرده‌اند. نخستین داعیان اسماعیلی (در ایران) از لحاظ جلب قلوب عامه نتوانستند توفیقی به دست آورند، رهبران محلی این نهضت نوپا به طبقات بالای جامعه روی آوردند و اندیشیدند که می‌توانند با نفوذ در اشراف و حاکمان، موفقیتی کسب کنند. ابوحاتم با تغییر جهت مهمی که در امر دعوت ایجاد کرده بود، توانست امیر ری، احمد بن علی را به سوی خود جلب کند و به گفتهٔ نظام الملک او را به مذهب خویش درآورد. هنگامی که قدرت سیاسی پشتیبان ابوحاتم در ری از میان رفت، وی نیز به دیلمان گریخت و با تعقیب سیاست قبلی، اسفار بن شیرویه و نیز گروهی از اهل دیلمیان را به مذهب خود متمایل کرد (بغدادی، ۱۷۰). با برکناری اسفار و قدرت گرفتن مرداویج پسر زیار، موقعیت ابوحاتم بلافاصله به خطر نیفتاد و حتی گفته‌اند که مرداویج دعوت او را اجابت کرد (کاشانی، ۲۲). حق این است که در اسماعیلی شدن اسفار یا مرداویج یا حتی حاکم ری باید شک کرد، زیرا دادن آزادی عمل به یک داعی و احتمالاً استفاده‌های سیاسی از او -در جهت دشمنی با خلافت عباسی- غیر از پذیرفتن کیش و آیین است. کتاب اَعلامُ النُّبُوَّة وی در مورد اثبات نبوت انبیاء با دلائل عقلانی است و در آن نظریاتی در مورد وحدت ادیان الهی در اصل و منشأ پیدایش خود، حتی ادیانی که نام انبیاء آن‌ها در قرآن ذکر نشده‌است مانند برخی ادیان ایران، مثل حنظلة بن نون (پیامبر مقتول ایرانی) آمده‌است و در آن این نظریه مطرح شده که حکمت و تمامی دانش و کشفیات حکمای باستان، حتی یونانی و هندی و ایرانی، از آموزش انبیای الهی به آن‌ها بوده‌است.
اما نظریه دوم: که متأخران مطرح می‌کنند، این است که او شیعه امامیه‌است. وی در نظر ایشان، مردی با اراده و رازدار بوده‌است، به حدّی که خود اسماعیلیه نیز تا مدت‌ها پس از درگذشت وی، نمی‌دانستند که اوشیعهٔ دوازده امامی بوده و نه شیعهٔ اسماعیلی همانگونه که در مورد خواجه نصیرالدین طوسی دچار چنین اشتباهی شده و او را اسماعیلی می‌پنداشتند. تشیع دوازده امامی ابوحاتم رازی از مقدّمهٔ مسروقهٔ کتاب معروف وی «اعلام النبوه» به وضوح آشکار می‌شود؛ که در آن به عربی، و با عباراتی فصیح و بلیغ، سرگذشتی خلاصه از خود را نوشته و با القابی رمزی اسامی دوازده امام شیعیان را یاد کرده و از امام دوازدهم شیعیان با عنوان «رَجُل غریب» یاد می‌کند. او در این مقدمه، امامت ادّعایی اسماعیلیه در مورد عُبَید الله مهدی خلیفهٔ فاطمی مصر، را با احتیاط تمام در معرض شک و ابهام و سپس انکار قرار داده ولی مصلحتاً برای او دعا می‌کند و نیز به محمد بن زکریای رازی حمله می‌برد به علت آنکه زکریای رازی یک زندیق و منکر نبوت بود